# Chekeré
 (janvier 2020).
Si vous disposez d'ouvrages ou d'articles de référence ou si vous connaissez des sites web de qualité traitant du thème abordé ici, merci de compléter l'article en donnant les références utiles à sa vérifiabilité et en les liant à la section « Notes et références ».

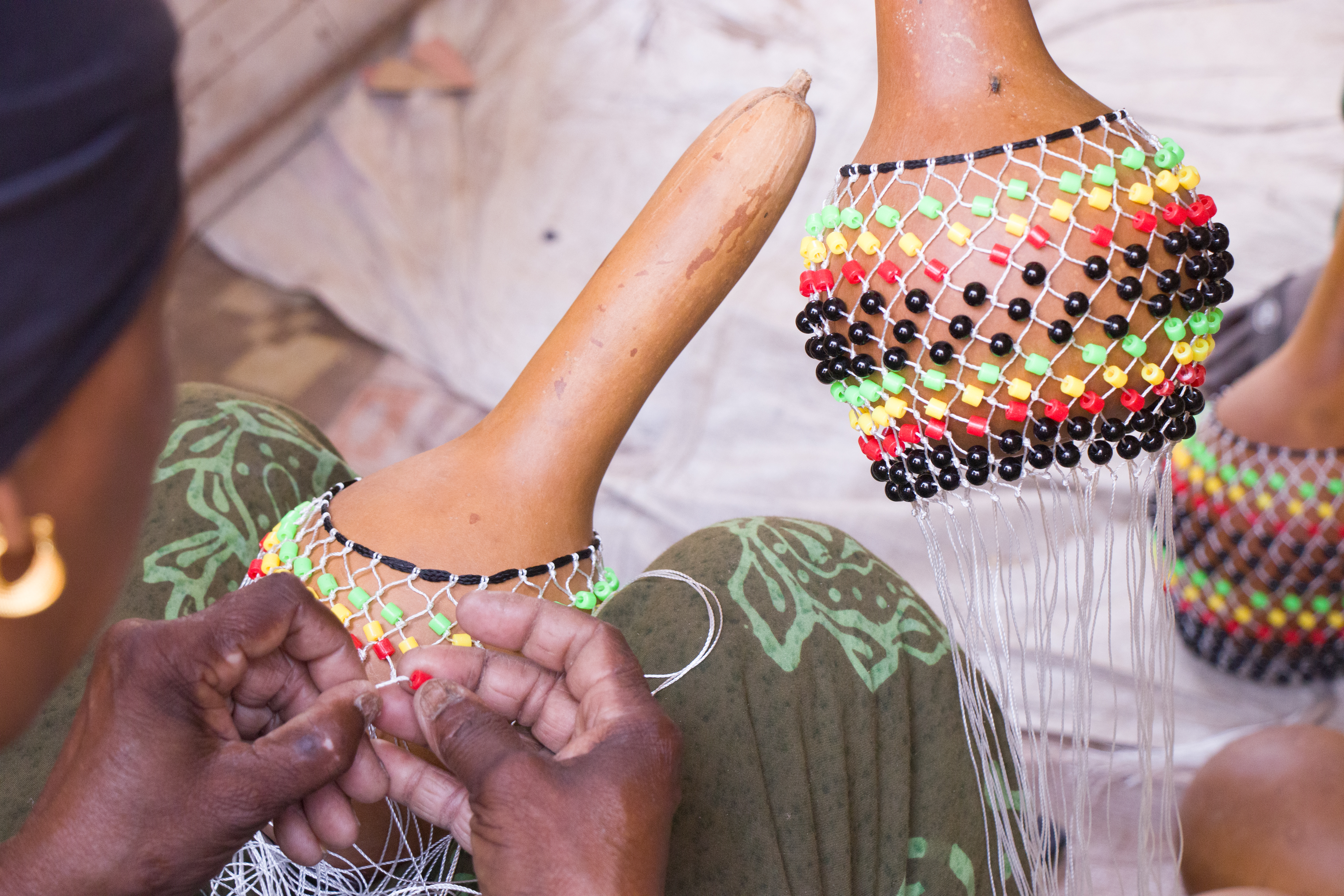
Fabrication de chekeré au village artisanal de Guediawaye au Sénégal

Le chekeré est un instrument de percussion idiophone. Il est notamment utilisé dans la musique mandingue d'Afrique de l'Ouest, ainsi qu'à Cuba et au Brésil.

## Variantes orthographiques
Le nom de l'instrument peut avoir différentes orthographes selon les pays et les langues :
- En anglais (emprunt au yoruba) : sekere ou shekere[1]
- En français : chékéré
- Brésil : xequerê
- Cuba : chekeré[2]

## Variantes géographiques
En Afrique de l'Ouest, le shekeré peut aussi s'appeler djabara ou yabara. Sur tout le continent, on trouve des instruments de percussion similaires composés de calebasses associées à des perles ou des graines. Parmi eux, on peut citer le lilolo, l'axatse (Ghana), le djabara (Guinée), l'ushàkà, le chequere et le saa saa (Libéria). L'agbe est un tambour en calebasse orné de coquillages de cauris, souvent tissé avec du fil de coton blanc. L'axatse est une petite calebasse tenue par le col et frappée entre la main et la jambe. Au Libéria, le filet de perles a une longue "queue" permettant de manipuler les perles.
À Cuba, le chekeré, aussi appelé aggué (abwe), est une grande calebasse creuse d'environ 50 cm de long, presque entièrement recouverte d'un réseau de cordes auquel sont fixées des perles colorées. Couramment utilisé dans la musique sacrée et populaire afro-cubaine, il peut être tordu, secoué ou frappé, offrant une grande variété d'effets subtils ; musicalement, il est plus polyvalent que les maracas,.
Au Brésil, l'instrument peut aussi s'appeler afoxê. Il est constitué d'une calebasse (cabaça) coupée en deux et enveloppée dans un filet dans lequel sont enfilées des perles ou de petites boules en plastique. L'afoxé est un instrument similaire, mais plus petit.

## Facture
Le shékéré est fabriqué à partir d'une variété de courge, la calebasse, séchée et travaillée, sur laquelle est posée une maille comportant des graines de dattes ou des perles (à la différence des maracas pour lesquelles les graines sont à l'intérieur).

## Jeu
Un shekeré peut être secoué, frappé sur la main, utilisé en rotation, lancé et récupéré en rythme.
C'est un instrument dont la sonorité, obtenue par secouement de graines ou de coquillages, est proche de celle des maracas.
Elle se rapproche également de la sonorité du güiro, obtenue par raclement.